# Катар-Юрт
Катар-Юрт (рос. Катар-Юрт) — село у Ачхой-Мартановському районі Чечні Російської Федерації.
Населення становить 14 556 осіб (2019). Входить до складу муніципального утворення Катар-Юртовське сільське поселення .

## Географія
Село Катар-Юрт розташоване на відстані 8 кілометрів від районного центру Ачхой-Мартана.

## Історія
Згідно із законом від 14 липня 2008 року органом місцевого самоврядування є Катар-Юртовське сільське поселення.

## Населення
| 1979    | 1990    | 2002    | 2010    | 2012    | 2013    | 2014    |
| ------- | ------- | ------- | ------- | ------- | ------- | ------- |
| 6120    | ↗7562   | ↗9182   | ↗12 806 | ↗13 121 | ↗13 342 | ↗13 558 |
| 2015    | 2016    | 2017    | 2018    | 2019    |         |         |
| ↗13 788 | ↗14 005 | ↗14 157 | ↗14 324 | ↗14 556 |         |         |